# ماری هولدن
ماری هولدن (انگلیسی: Mari Holden؛ زادهٔ ۳۰ مارس ۱۹۷۱) دوچرخه‌سوار اهل ایالات متحده آمریکا بود.
وی در مسابقات کشوری و بین‌المللی در مجموع برندهٔ ۱ مدال طلا، ۱ مدال نقره شده‌است.